# Klubbergstjärnarna (Överhogdals socken, Härjedalen, 690523-145100)
Klubbergstjärnarna är en sjö i Härjedalens kommun i Härjedalen och ingår i Ljusnans huvudavrinningsområde.